# La nave d'oro
La nave d'oro è un romanzo di Marco Buticchi, pubblicato da Longanesi nel 2003.
Il libro ha avuto numerose ristampe ed è stato tradotto in tedesco.

## Trama
Il ritrovamento del relitto di un antico naufragio alle isole Egadi è l'inizio di due millenni di avventure che dai tempi di Nerone, passando per il medioevo, arriveranno ai giorni nostri. Oswald Breil, uomo di stato israeliano e la restauratrice italiana Sara Terracini verranno coinvolti in un'intricata vicenda che coinvolge mafia giapponese, collezionismo criminale e operazioni politiche senza scrupoli. 

## Personaggi
Henry VittardSkipper transoceanico nonché archeologo subacqueo, viene contattato dall'ammiraglio Grandi affinché lo aiuti a recuperare un relitto di una misteriosa nave romana affondata nell'arcipelago delle Isole Egadi.
Guglielmo GrandiAmmiraglio della Marina italiana in pensione con l'hobby dell'archelogia subacquea. In una delle sue immersioni scova il relitto di una misteriosa quanto preziosa nave romana di epoca neroniana.
Yasuo MaruDetto «Signore delle Acque», dietro alla facciata di ricco e stimato imprenditore giapponese si cela in realtà quella di un potente boss della Yakuza nonché spietato e crudele pedofilo. Appassionato di arte e archeologia, possiede una collezione di pezzi di infinito valore, fra cui tre reperti d'oro appartenuti a Nerone.
Sara TerraciniStorica, restauratrice, linguista italiana di fama internazionale. Vittard e Grandi le affideranno i papiri da loro rinvenuti in un'anfora sigillata risalente all'epoca neroniana. Assieme ai due uomini finirà nelle mire del Signore delle Acque.
Lisicrate del PireoAutore dei papiri rinvenuti da Vittard e Grandi. Vissuto nel I secolo, figlio di un costruttore di navi, dalla marcata intelligenza, fu notato da un mercante egiziano che lo portò con sé ad Alessandria, dove divenne discepolo di Cheremone, sovrintendente della Biblioteca. Nemmeno ventenne fu convocato a Roma per essere precettore di Nerone, e gli restò a fianco per tutta la vita, divenendone il più fidato amico e consigliere, fino all'esilio dell'imperatore in Palestina, dopo essersi fatto sostituire da un sosia che morì al posto suo. Lisicrate aveva precedentemente rinvenuto, nei pressi di Cartagena, il tesoro di Didone che fornì loro le sussistenze necessarie per l'esilio, e lasciò indizi criptici nei suoi papiri per rivelarne l'ubicazione segreta che, secoli dopo, Terracini avrebbe scovato.
Lorenzo di ValnureDetto Muqatil, fu un pirata saraceno di origini arabo-cristiane, figlio della moresca Shirinaze e del conte piacentino Luigi di Valnure, terrore delle galee veneziane nella prima metà del XIV secolo ma noto anche per la sua magnanimità nei confronti degli equipaggi delle navi saccheggiate. Il suo destino si incrociò con quello dello spietato samurai esule Humarawa. Sposò Diletta Campagnola, figlia di un mercante veneziano.
Hito HumarawaSamurai fedele a Ashikaga Takauji, generale che complottò con l'imperatore Go-Daigo per destituire il precedente shōgun Hōjō Takatoki ma che successivamente fece il doppio gioco schierandosi con Hōjō. Divenuto daimyō, si mise a capo di una flottiglia di pirati del Mar del Giappone che, al contrario del Muqatil, non lasciava superstiti, e accumulò immense ricchezze. Tradito dal triplo gioco del generale Ashigaka, fu costretto a fuggire in occidente assieme al mercante veneziano Alessandro Crespi, da lui precedentemente catturato, ed eccezionalmente risparmiato, durante un saccheggio, e si arruolò nella Marina veneziana, dove si scontrò diverse volte con il Muqatil. Durante uno di questi scontri, in cui venne affondato (nello stesso punto del naufragio della nave neroniana avvenuto milletrecento anni prima) il dromone del pirata saraceno, Humarawa trovò un'anfora con gli oggetti d'oro di Nerone (una statuetta di fanciulla, una pisside, un anello raffigurante il ratto di Proserpina, un secondo e ben più antico anello con una stella di David chiamato «Anello dei Re»): tre di questi oggetti sarebbero finiti, quasi settecento anni dopo, nelle mani del Signore delle Acque, mentre l'Anello dei Re rimase nelle mani di Crespi e successivamente sarebbe entrato nella collezione del generale Zhu Ling.
Oswald BreilEx capo del Mossad, viene nominato Primo Ministro di Israele, ma è costretto alle dimissioni a causa di una cospirazione del Signore delle Acque. In questa scomoda posizione, diffamato e indagato, senza alcun potere, sarà costretto a chiedere aiuto ai suoi fidati collaboratori e amici del Mossad, nonché a un inaspettato alleato.
Zhu LingGenerale cinese, presidente della Commissione militare, è al centro di una cospirazione col fine di portarlo, con la complicità di Maru, alla presidenza della Repubblica popolare cinese.
Bruno Milano, Derrick Erma, Etienne Jalard, Kuniko SagashiAgenti del Mossad.
Antony SorrentinoBoss italoamericano della mafia, quindi acerrimo nemico della Yakuza, fornirà a Breil un fondamentale aiuto.

## Edizioni
- Marco Buticchi, La nave d'oro, collana La gaja scienza, Milano, Longanesi, 9 maggio 2003,  p. 476, ISBN 9788830418509.
- Marco Buticchi, La nave d'oro, Teadue, Milano, TEA, 2005,  p. 476, ISBN 9788850208043.
- Marco Buticchi, La nave d'oro, Tea più, Milano, TEA, 20 febbraio 2020,  p. 478, ISBN 9788850256600.
- (DE)  Marco Buticchi, Der Fluch der goldenen Maske: Thriller, Aus dem Italienischen von Christel Galliani und Krista Thies, München, Zürich, Piper, 2010.